# BAFA NL Premiership 2023
La BAFA NL Premiership 2023 è la 37ª edizione del campionato di football americano di primo livello, organizzato dalla BAFA.

## Squadre partecipanti
| Club                  | Città         | Stadio | Sponsor ufficiale | Risultato nella stagione 2022 |
| --------------------- | ------------- | ------ | ----------------- | ----------------------------- |
| Bristol Aztecs        | Bristol       |        |                   |                               |
| Cambridgeshire Cats   | Cambridge     |        |                   |                               |
| East Kilbride Pirates | East Kilbride |        |                   |                               |
| Edinburgh Wolves      | Edimburgo     |        |                   |                               |
| Kent Exiles           | Chislehurst   |        |                   |                               |
| Leicester Panthers    | Quorn         |        |                   |                               |
| London Blitz          | Londra        |        |                   |                               |
| London Warriors       | Londra        |        |                   |                               |
| Manchester Titans     | Manchester    |        |                   |                               |
| Merseyside Nighthawks | Liverpool     |        |                   |                               |
| Solent Thrashers      | Southampton   |        |                   |                               |
| Tamworth Phoenix      | Atherstone    |        |                   |                               |

## Stagione regolare

### Calendario

#### 1ª giornata
| 9 aprile 2023, ore 13:00 | Solent Thrashers | 41 – 20 | Cambridgeshire Cats |  |

| 9 aprile 2023, ore 14:00 | Edinburgh Wolves | 61 – 24 | Leicester Panthers |  |

#### 2ª giornata
| 16 aprile 2023, ore 14:00 | Merseyside Nighthawks | 0 – 34 | East Kilbride Pirates |  |

| 16 aprile 2023, ore 14:00 | Edinburgh Wolves | 0 – 37 | Manchester Titans |  |

| 16 aprile 2023, ore 14:00 | London Warriors | 49 – 3 | Solent Thrashers |  |

| 16 aprile 2023, ore 14:00 | London Blitz | 48 – 0 | Kent Exiles |  |

#### 3ª giornata
| 23 aprile 2023, ore 14:00 | Merseyside Nighthawks | 0 – 41 | Edinburgh Wolves |  |

| 23 aprile 2023, ore 14:00 | Cambridgeshire Cats | 13 – 44 | London Blitz |  |

#### 4ª giornata
| 30 aprile 2023, ore 14:00 | London Warriors | 70 – 6 | Kent Exiles |  |

| 30 aprile 2023, ore 14:00 | Cambridgeshire Cats | 45 – 20 | Solent Thrashers |  |

| 30 aprile 2023, ore 16:00 | Tamworth Phoenix | 0 – 34 | Manchester Titans |  |

#### 5ª giornata
| 7 maggio 2023, ore 14:00 | Manchester Titans | 60 – 0 | Merseyside Nighthawks |  |

| 7 maggio 2023, ore 14:00 | East Kilbride Pirates | 7 – 37 | Edinburgh Wolves |  |

| 7 maggio 2023, ore 14:00 | Kent Exiles | 0 – 47 | Bristol Aztecs |  |

| 7 maggio 2023, ore 15:00 | Leicester Panthers | 6 – 27 | Tamworth Phoenix |  |

| 7 maggio 2023, ore 15:00 | Solent Thrashers | 0 – 37 | London Blitz |  |

#### 6ª giornata
| 13 maggio 2023, ore 14:00 | Tamworth Phoenix | 23 – 9 | East Kilbride Pirates |  |

| 14 maggio 2023, ore 14:00 | Merseyside Nighthawks | 8 – 14 | Leicester Panthers |  |

| 14 maggio 2023, ore 14:00 | Cambridgeshire Cats | 14 – 53 | London Warriors |  |

| 14 maggio 2023, ore 16:00 | London Blitz | 28 – 16 | Bristol Aztecs |  |

#### 7ª giornata
| 21 maggio 2023, ore 14:00 | Edinburgh Wolves | 30 – 7 | Tamworth Phoenix |  |

| 21 maggio 2023, ore 14:00 | Leicester Panthers | 6 – 46 | Manchester Titans |  |

| 21 maggio 2023, ore 14:00 | Bristol Aztecs | 43 – 0 | Kent Exiles |  |

| 21 maggio 2023, ore 14:00 | Solent Thrashers | 0 – 48 | London Warriors |  |

| 21 maggio 2023, ore 16:00 | London Blitz | 48 – 0 | Cambridgeshire Cats |  |

#### 8ª giornata
| 4 giugno 2023, ore 14:00 | East Kilbride Pirates | 21 – 33 | Tamworth Phoenix |  |

| 4 giugno 2023, ore 14:00 | Merseyside Nighthawks | 0 – 50 | Manchester Titans |  |

| 4 giugno 2023, ore 14:00 | Bristol Aztecs | 41 – 33 | Cambridgeshire Cats |  |

| 4 giugno 2023, ore 14:00 | Kent Exiles | 6 – 53 | Solent Thrashers |  |

| 4 giugno 2023, ore 14:00 | London Blitz | 0 – 33 | London Warriors |  |

#### 9ª giornata
| 11 giugno 2023, ore 14:00 | East Kilbride Pirates | 14 – 13 | Leicester Panthers |  |

| 11 giugno 2023, ore 14:00 | Edinburgh Wolves | 38 – 0 | Merseyside Nighthawks |  |

| 11 giugno 2023, ore 14:00 | Kent Exiles | 6 – 75 | London Warriors |  |

| 11 giugno 2023, ore 15:00 | Solent Thrashers | 7 – 48 | Bristol Aztecs |  |

#### 10ª giornata
| 17 giugno 2023, ore 14:00 | Tamworth Phoenix | – | Leicester Panthers |  |

| 18 giugno 2023, ore 14:00 | Manchester Titans | – | East Kilbride Pirates |  |

| 18 giugno 2023, ore 14:00 | Bristol Aztecs | – | Solent Thrashers |  |

| 18 giugno 2023, ore 14:00 | Cambridgeshire Cats | – | Kent Exiles |  |

#### 11ª giornata
| 2 luglio 2023, ore 14:00 | Leicester Panthers | – | East Kilbride Pirates |  |

| 2 luglio 2023, ore 14:30 | Merseyside Nighthawks | – | Tamworth Phoenix |  |

| 2 luglio 2023, ore 14:00 | Bristol Aztecs | – | London Warriors |  |

| 2 luglio 2023, ore 14:00 | Kent Exiles | – | London Blitz |  |

| 2 luglio 2023, ore 15:00 | Manchester Titans | – | Edinburgh Wolves |  |

#### 12ª giornata
| 15 luglio 2023, ore 14:00 | Tamworth Phoenix | – | Merseyside Nighthawks |  |

| 16 luglio 2023, ore 14:00 | East Kilbride Pirates | – | Manchester Titans |  |

| 16 luglio 2023, ore 14:00 | Leicester Panthers | – | Edinburgh Wolves |  |

| 16 luglio 2023, ore 14:00 | Cambridgeshire Cats | – | Bristol Aztecs |  |

| 16 luglio 2023, ore 14:00 | London Warriors | – | London Blitz |  |

#### 13ª giornata
| 23 luglio 2023, ore 14:00 | East Kilbride Pirates | – | Merseyside Nighthawks |  |

| 23 luglio 2023, ore 14:00 | Manchester Titans | – | Leicester Panthers |  |

| 23 luglio 2023, ore 14:00 | Tamworth Phoenix | – | Edinburgh Wolves |  |

| 23 luglio 2023, ore 14:00 | Bristol Aztecs | – | London Blitz |  |

| 23 luglio 2023, ore 14:00 | London Warriors | – | Cambridgeshire Cats |  |

| 23 luglio 2023, ore 15:00 | Solent Thrashers | – | Kent Exiles |  |

### Classifica
Le classifiche della regular season sono le seguenti.
- PCT = percentuale di vittorie, G = partite giocate, V = partite vinte,  P = partite perse, PF = punti fatti, PS = punti subiti

#### Premiership North
| Pos. | Squadra               | PCT   | G | V | N | P | PF  | PS  |
| ---- | --------------------- | ----- | - | - | - | - | --- | --- |
| 1    | Manchester Titans     | 1.000 | 5 | 5 | 0 | 0 | 227 | 6   |
| 2    | Edinburgh Wolves      | .833  | 6 | 5 | 0 | 1 | 207 | 75  |
| 3    | Tamworth Phoenix      | .600  | 5 | 3 | 0 | 2 | 90  | 100 |
| 4    | East Kilbride Pirates | .400  | 5 | 2 | 0 | 3 | 85  | 106 |
| 5    | Leicester Panthers    | .200  | 5 | 1 | 0 | 4 | 63  | 156 |
| 6    | Merseyside Nighthawks | .000  | 6 | 0 | 0 | 6 | 8   | 237 |

#### Premiership South
| Pos. | Squadra             | PCT   | G | V | N | P | PF  | PS  |
| ---- | ------------------- | ----- | - | - | - | - | --- | --- |
| 1    | London Warriors     | 1.000 | 6 | 6 | 0 | 0 | 328 | 29  |
| 2    | London Blitz        | .833  | 6 | 5 | 0 | 1 | 205 | 62  |
| 3    | Bristol Aztecs      | .667  | 5 | 4 | 0 | 1 | 195 | 68  |
| 4    | Solent Thrashers    | .333  | 7 | 2 | 0 | 5 | 124 | 253 |
| 5    | Cambridgeshire Cats | .167  | 6 | 1 | 0 | 5 | 125 | 247 |
| 6    | Kent Exiles         | .000  | 6 | 0 | 0 | 6 | 18  | 336 |

## Playoff

### Tabellone
|  | Semifinali | Semifinali | Semifinali |  |  | XXXV Britbowl | XXXV Britbowl | XXXV Britbowl |  |
|  |            |            |            |  |  |               |               |               |  |
|  | 1N         | TBD        |            |  |  |               |               |               |  |
|  | 1N         | TBD        |            |  |  |               |               |               |  |
|  | 2S         | TBD        |            |  |  |               |               |               |  |
|  | 2S         | TBD        | TBD        |  |  |               |               |               |  |
|  |            |            |            |  |  |               |               |               |  |
|  |            |            | TBD        |  |  |               |               |               |  |
|  | 1S         | TBD        |            |  |  |               |               |               |  |
|  | 1S         | TBD        |            |  |  |               |               |               |  |
|  | 2N         | TBD        |            |  |  |               |               |               |  |

### Semifinali
| 2023 | TBD | – | TBD |  |

| 2023 | TBD | – | TBD |  |

### XXXV Britbowl
| 2023 | TBD | – | TBD |  |